# Nick Mallett
Nicholas Vivian Howard „Nick“ Mallett (* 30. Oktober 1956 in Haileybury, Hertfordshire, England) ist ein ehemaliger südafrikanischer Rugby-Union-Spieler und aktueller Trainer der italienischen Nationalmannschaft.

## Leben
Mallett begann seine Spielerkarriere während seines Studiums an der Universität von Kapstadt. Er wurde in das Currie Cup Team der Western Province berufen und spielte für ein Jahr für die Auswahl. 1979 wechselte er an die Oxford University, wo er neben Rugby auch Cricket für die Universitätsmannschaft spielte. Nach einem Jahr ging er zurück nach Südafrika und war wieder für die Western Province aktiv. Ihm gelang es mit der Mannschaft viermal hintereinander den Currie Cup zu gewinnen. 1984 wurde er dafür mit zwei Einsätzen in der südafrikanischen Nationalmannschaft belohnt.
Mallets Trainerkarriere begann mit einem Engagement beim Football Club de Saint-Claude in Frankreich, für den er auch als Spieler aktiv war. Er ging 1990 zum Athletic Club de Boulogne-Billancourt und war dort für drei Jahre Trainer. 1994 kehrte er nach Südafrika zurück und übernahm den Trainerposten beim False Bay Rugby Club. Daraufhin wurde er von den Boland Cavaliers engagiert, mit denen er das Viertelfinale im Currie Cup erreichte. Nach zwei Spielzeiten mit Boland ernannte man ihm zum Assistenztrainer der Nationalmannschaft. Nach einem Jahr als Assistent übernahm er die Leitung der Landesauswahl. Die Springboks hatten zuvor gegen die British and Irish Lions verloren und bei den Tri Nations schlecht abgeschnitten. Er führte das Team als Cheftrainer jedoch schnell wieder zurück zur Weltspitze. Es gelang den Springboks, 17 Spiele in Folge zu gewinnen. Unter anderem fällt der Sieg bei den Tri Nations 1998 in diese Zeit. Bei der Weltmeisterschaft 1999 konnte die Nationalmannschaft jedoch nicht an die Erfolge anknüpfen. Ein Streit mit dem Kapitän Gary Teichmann und dem Verband führte zu seinem Rücktritt im Jahr 2000.
Mallett zog es erneut von Südafrika nach Frankreich, wo er nach seinem Rücktritt als Nationaltrainer den Trainerposten bei Stade Français übernahm. 2003 und 2004 gewann der Club die französische Meisterschaft. Nach diesen Erfolgen wurde er wieder von der Western Province engagiert, diesmal jedoch nicht als Trainer, sondern als Director of Rugby. Im Jahr 2007 übernahm er die Leitung der italienischen Nationalmannschaft. Sein erstes Turnier war das Six Nations 2008, bei dem Italien gegen Schottland gewinnen konnte und alle anderen vier Spiele verlor. Im Dezember 2009 übernahm er die Leitung der Barbarians und führte sie zu einem Sieg über Neuseeland.